# Kazakstan i olympiska vinterspelen 1998
Kazakstan deltog med 60 deltagare vid de olympiska vinterspelen 1998 i Nagano. Totalt vann de två bronsmedaljer.

## Medaljer

### Brons
- Vladimir Smirnov - Längdskidåkning, Skiathlon.
- Ljudmila Prokasjeva - Skridskor, 5 000 meter.